# Harry Vanda
Harry Vanda, właśc. Johannes Hendricus Jacob Vandenberg (ur. 22 marca 1946 w Hadze) – holenderski i australijski wokalista muzyki popularnej, gitarzysta, autor tekstów i producent muzyczny.

## Kariera
Jego rodzina emigrowała do Australii we wczesnych latach sześćdziesiątych XX wieku i osiedliła się w Sydney. Vanda zdobył sławę w latach 1964–1965 jako gitarzysta prowadzący najbardziej popularnej i odnoszącej sukcesy australijskiej grupy lat sześćdziesiątych The Easybeats.
W roku 1966 zaczął odnosić sukcesy w utworzonej razem z gitarzystą George’em Youngiem spółce autorów; razem napisali wszystkie piosenki dla Easybeats końca lat sześćdziesiątych, włączając ich międzynarodowy hit "Friday On My Mind".
Po powrocie do Australii w latach siedemdziesiątych Vanda i Young zostali producentami australijskiej niezależnej spółki płytowej Albert Productions. Od roku 1974 cieszyli się wielkim powodzeniem w Australii i nie tylko, pisząc i produkując hity dla kilku popularnych australijskich grup i piosenkarzy solowych takich jak John Paul Young, Cheetah, Stevie Wright, Ted Mulry, Rose Tattoo, The Angels, William Shakespeare, Mark Williams, a szczególnie dla AC/DC (którego głównymi członkami byli bracia George’a Younga – Malcolm i Angus).
Vanda i Young odnieśli też olbrzymi międzynarodowy sukces z ich własnym projektem studyjnym Flash and the Pan, lansując wiele hitów na całym świecie.
Niedawno Vanda rozstał się z długoletnim partnerem Youngiem i razem ze swoim synem Danielem rozpoczął działalność w Flashpoint Music. Ich ostatnią produkcją jest album nowej grupy z Melbourne British India oraz nowy album Johna Paula Younga, wydany w listopadzie 2006.

## Wybrane piosenki napisane przez spółkę Vanda/Young
- "Friday On My Mind" – The Easybeats, David Bowie, London
- "Good Times" – The Easybeats, INXS
- "Evie, Parts 1, 2 & 3" – Stevie Wright 1974, The Wrights(inne języki)
- "Love Is In The Air" – John Paul Young 1978
- "Yesterday's Hero" – John Paul Young 1975, Bay City Rollers 1976
- "Down Among the Dead Men" – Flash and the Pan 1978
- "Hey St Peter" – Flash and the Pan 1976
- "Walking in the Rain" – Flash and the Pan, Grace Jones
- "Waiting for a Train" – Flash and the Pan
- "Show No Mercy" – Mark Williams 1989